# داغوبيرتو اريولا
داغوبيرتو اريولا (بالبرتغالية: Dagoberto Pelentier) (22 مارس 1983 في البرازيل - ) هو لاعب كرة قدم برازيلي في مركز الهجوم. شارك مع منتخب البرازيل تحت 20 سنة لكرة القدم ومنتخب البرازيل تحت 23 سنة لكرة القدم ومنتخب البرازيل لكرة القدم. أما مع النوادي، فقد لعب مع أتلتيكو باراناينسي ونادي إنترناسيونال ونادي ساو باولو ونادي فاسكو دا غاما ونادي فيتوريا ونادي كروزيرو.

## وصلات خارجية
- داغوبيرتو اريولا على موقع الاتحاد الدولي (مؤرشف)  (الإنجليزية)
- داغوبيرتو اريولا على موقع قاعدة بيانات كرة القدم.إي يو (الإنجليزية)
- داغوبيرتو اريولا على موقع Soccerway.com (الإنجليزية)
- داغوبيرتو اريولا على موقع عالم كرة القدم.نت (الإنجليزية)